# N-341
La N-341 es una carretera nacional española que comunica las poblaciones almerienses de Venta del Pobre y Carboneras. Inicia su recorrido en el enlace 494 de la Autovía del Mediterráneo (A-7) y se dirige recorriendo el parque natural de Cabo de Gata-Níjar hasta llegar a la población costera de Carboneras.
- Datos: Q6036681